# Jacques d'Espinay
Jacques d'Espinay, est un prélat breton du XVe siècle. Il fut le seul évêque de l'éphémère évêché de Redon, puis évêque de Saint-Malo puis de Rennes.

## Biographie
Il est le fils cadet de Robert d'Espinay et de Marguerite de la Courbe. Son père, grand maître d'hôtel et conseiller du Duc Pierre II de Bretagne, s'efforça à  placer ses enfants à des places honorifiques. Il essaya de faire de nommer Jacques comme évêque de Rennes en 1447. N'ayant pas obtenu gain de cause, il a obtenu, le 10 juin 1449, la création d'un dixième évêché en Bretagne, à Redon, pour Jacques. Cet évêché dura 6 mois car une bulle du 20 décembre suspend l'exécution de la précédente jusqu'à nouvel ordre.
Jacques d'Espinay est l'oncle de Robert d'Espinay évêque de Lescar en 1482, Jean évêque de Mirepoix en 1485, Jean le jeune évêque de Valence en 1491 et du futur cardinal André d'Espinay archevêque de Bordeaux.

## Les transferts de 1450
Le 7 janvier 1450, Jacques est nommé évêque de Saint-Malo mais le siège lui est disputé par Jean L'Espervier nommé par bulle en juillet suivant. L'évêque de Rennes Robert de La Rivière étant mort le 18 mars 1450, Jacques est transféré à l'évêché de Rennes par bulle d'avril 1450 mais là aussi il se heurte à l'élu Jean de Coëtquis. Il prête serment le 14 février 1454 et entre enfin en grande pompe à Rennes comme évêque le 28 mars 1454. De par cette cérémonie, il aurait dû payer au baron de Vitré la somme de 64 écus d'or. L'évêque refuse et les serviteurs d'Anne de Laval qui était venu collecter la monnaie sont battus. Cette altercation montre sous un nouveau jour les interactions qui existaient entre la famille de Laval et la famille d'Espinay. Il démontre que des problèmes pouvaient exister malgré une relation entre les familles normalement harmonieuses. Dans le cas, le problème fut vite réglé par un membre de la famille d'Espinay, et l'évêque accepta de payer son argent à Anne de Laval. Cette opposition semble avoir été sans lendemain et sans grandes conséquences, puisque Jacques retrouve rapidement des relations amicales avec la famille de Laval, en dépit d'oppositions grandissantes entre l'évêque et le duc de Bretagne. Il sera choisi pour célébrer le mariage de Jean de Laval-La Roche Bernard et de Jeanne du Perier, le 27 février 1469/1470.

## L'excommunication des paroissiens de Saint-Grégoire
Jacques d'Espinay ayant été insulté dans le village de Saint-Grégoire, excommunia tous les paroissiens ; l'excommunication ne fut levée que contre le paiement d'une rente perpétuelle de 872 boisseaux de blé, que cette pauvre paroisse payait encore au XVIIIe siècle.

## Fin de carrière
Jacques d'Espinay demeure l'un des représentants du parti pro français en Bretagne ce qui lui vaut l'inimitié de Pierre Landais , conseiller écouté du duc François II de Bretagne, dont la politique visait à maintenir l'autonomie duché. Dès 1474 les deux hommes s'opposent lors d'un synode tenue par l'évêque de Rennes au cours duquel Jean le lyonnais, abbé de Sainte-Melaine mais aussi ambassadeur et conseiller du duc est excommunié au nom du chapitre. Une commission pontificale sollicitée par Landais parvient à la cour bretonne en mars 1480. L'évêque de Rennes est dépossédé de son diocèse qui est confié fin octobre 1481 au chantre de Saint-Malo Jacques Troussier pour l'administration spirituelle et à Jacques de La Villéon pour l'administration du temporel. Jacque d'Espinay meurt en janvier suivant évêque émérite de Rennes et son siège épiscopal est attribué à Michel Guibé neveu de Landais..